# Dąbrowa (gmina Przystajń)
Dąbrowa – wieś w Polsce położona w województwie śląskim, w powiecie kłobuckim, w gminie Przystajń.
W latach 1975–1998 miejscowość należała administracyjnie do województwa częstochowskiego.

## Historia
W latach okupacji hitlerowskiej w miejscowości Dąbrowa w gm. Przystajń zastrzelono 2 żandarmów którzy motocyklem udawali się na kontrolę posterunku ulokowanego w miejscowej leśniczówce. Jak wspominają mieszkańcy Dąbrowy stacjonował tam patrol Własowców z Ukrainy, których oddział rozlokowany był w okolicach miejscowości Szklarnia. Często widywano ich opalających się w pobliżu rozłożystej lipy która do dziś rośnie obok zabudowań leśniczówki. Tego dnia żandarmi wybrali okrężną drogę do swego posterunku. Oddział miejscowej partyzantki otworzył ogień gdy motocykl znalazł się na skrzyżowaniu dwóch duktów leśnych. Jeden z Niemców zginął na miejscu, drugiemu głowę roztrzaskano kolbą. Własowcy na odgłos strzałów rzucili się do ucieczki. Interesujący jest fakt, że za zabicie Niemców wieś nie poniosła obowiązującej w tym okresie kary. Oddział Niemców śpiewając, przemaszerował przez wieś wioząc na konnym wozie szubienice. Jak wspominają mieszkańcy, hitlerowcy powiesili około dziesięciu osób z miejscowości Puszczew i jej okolic. 
12 stycznia 1945 r. ruszyła nowa ofensywa radziecka. I Front Ukraiński parł w kierunku Wrocławia zajmując Częstochowę. Bliskość dużych kompleksów leśnych sprawiała, że miejscowość Dąbrowa, Ługi, Kamińsko znalazły się na głównym szlaku ucieczek żołnierzy, będącej w odwrocie armii III Rzeszy. Niejednokrotnie krańcowo wycieńczeni popełniali samobójstwo. I tak np. na obecnej ulicy Częstochowskiej w Przystajni, na posesji państwa Wiśniewskich żołnierz niemiecki zamknął się w komórce i strzelił sobie w głowę. Wkrótce na tereny gmin Przystajń i Panki wkroczyły oddziały armii radzieckiej. Z relacji mieszkańców gminy Przystajń wynika, że wśród poległych żołnierzy radzieckich na tym terenie znalazło się m.in. dwóch zastrzelonych z broni pokładowej niemieckiego samolotu, w miejscowości Górki i jeden żołnierz omyłkowo śmiertelnie postrzelony przez własny patrol nad Liswartą w okolicy Ługów- Radłów. W lesie na Dąbrowie pochowanych leżało trzech żołnierzy niemieckich ostrzelanych granatnikiem. Rannych rozstrzelano i kazano pochować mieszkańcom Dąbrowy w pobliskim lesie. 
W okolicach Ługów i Ponoszowa doszło do potyczki pomiędzy oddziałem radzieckim i wycofującymi się Niemcami. W jej wyniku żołnierze Armii Czerwonej wzięli do niewoli kilkudziesięciu jeńców, których później rozebrano z wszelkiej odzieży i rozstrzelano w okolicy leśniczówki na Niwkach.